# Anticarsia gemmatalis
A lagarta-da-soja (Anticarsia gemmatalis) é uma espécie tropical de lagarta e mariposa da ordem de insetos Lepidoptera, família Noctuidae. Trata-se da principal praga atacando plantações de soja no Brasil, causando desfolha das plantas. 
Estas lagartas podem alimentar-se de soja, feijão, amendoim, algodão, alfafa, fava, feijão-fradinho, feijão-da-flórida, feijão-de-lima e kudzu.
Os adultos têm asas com coloração castanha acinzentada (às vezes acinzentadas), cruzadas por uma mancha estreira de cor marrom ou preta; suas asas cobrem todo o corpo do inseto em posição de repouso. Curiosamente, as lagartas recém-eclodidas apresentam coloração a depender da densidade de infestação, apresentando-se pretas em altas infestações ou verdes em baixas infestações. Apresentam, geralmente, 6 ínstares larvais. Ao longo do desenvolvimento, geralmente apresentam cor verde, por possuírem duas pernas vestigiais no abdômen, locomovem-se medindo palmos, podendo ser confundidas com lagartas de outra espécie importante praga: a falsa-medideira Chrysodeixis includens. As lagartas sempre apresentam pequenas listras no dorso e nas laterais do corpo. Quando sentem-se ameaças, expelem uma secreção de cor acastanhada, podendo projetar-se de forma a ficarem dependuradas em um fio de seda, retorcendo-se no ar. As maiores lagartas passam de 15 mm. 
Seu ciclo de vida leva cerca de 30 dias. O dano de desfolha pode ser completo se a infestação não for controlada a tempo, logo considera-se que o controle destas lagartas deve se iniciar tão logo elas forem detectadas na plantação . Há diversas estratégias para conter infestações pela lagarta da soja, com destaque especial para o controle químico e utilizando microrganismos. No caso de controle químico, tem sido estudado o uso de reguladores de crescimento , como uma opção de controle seletivo sobre esta praga. De maneira geral, também inseticidas são aplicados na fase de floração da soja, para proteger as flores do ataque de lagartas . No caso de agentes biológicos de controle da praga, frequentemente usam-se de fungos  e o baculovírus da lagarta-da-soja, que é um Nucleopoliedrovirus da família Baculoviridae. 